# Перша футбольна ліга Республіки Сербської
Перша ліга Республіки Сербської (босн. Prva nogometna liga Republike Srpske, хорв. Прва лига Републике Српске у фудбалу) — друга за рівнем (разом з Першою лігою Федерації Боснії і Герцеговини) футбольна ліга в Боснії і Герцеговині.
У змаганні беруть участь 12 команд, кожна з яких грає по 22 матчі за круговою системою. Переможець підвищується у класі та потрапляє до Прем'єр-ліги, найгірші команди вибувають до Другої ліги Республіки Сербської.

## Чемпіони
- 1995–96 «Боксит»
- 1996–97 «Рудар» У
- 1997–98 «Рудар» У
- 1998–99 «Радник»
- 1999–00 «Боксит»
- 2000–01 «Борац»
- 2001–02 «Леотар»
- 2002–03 «Модрича»
- 2003–04 «Славія»
- 2004–05 «Радник»
- 2005–06 «Борац»
- 2006–07 «Лакташі»
- 2007–08 «Борац»
- 2008–09 «Рудар» П
- 2009–10 «Дрина» З
- 2010–11 «Козара»
- 2011–12 «Радник»
- 2012–13 «Младост»
- 2013–14 «Дрина» З
- 2014–15 «Рудар» П
- 2015–16 «Крупа»
- 2016–17 «Борац»
- 2017–18 «Звієзда 09»
- 2018–19 «Борац»
- 2019-20 «Крупа»
- 2020-21 «Рудар» П
- 2021-22